# Malá Chuchle

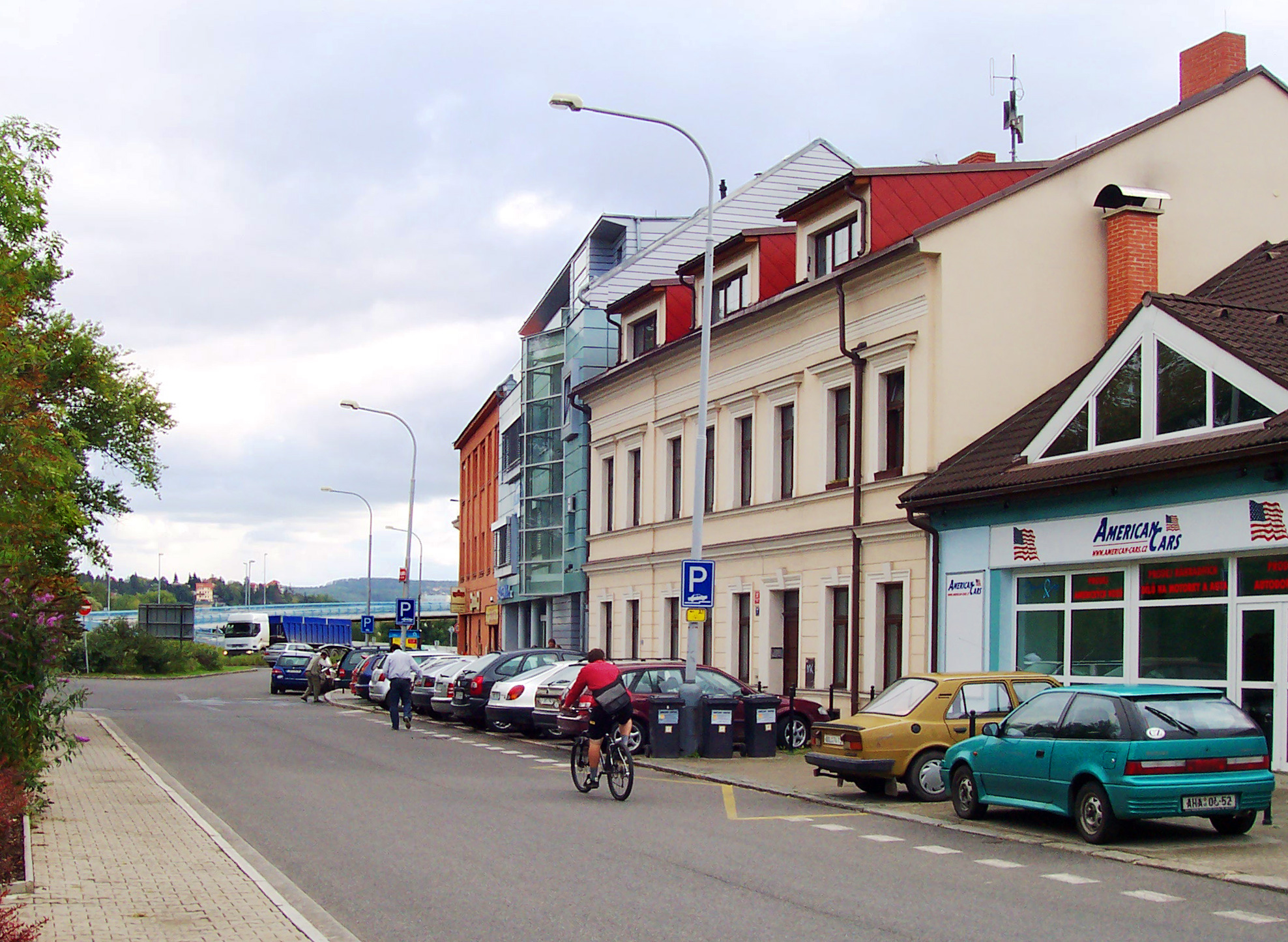
Zbraslavskástraat in Malá Chuchle

Malá Chuchle is een wijk van de Tsjechische hoofdstad Praag. Het oorspronkelijke dorp is sinds het jaar 1922 onderdeel van de gemeente Praag en tegenwoordig onderdeel van het gemeentelijke district Praag-Velká Chuchle.
Malá Chuchle ligt op de linkeroever van de rivier de Moldau, tegenover de wijk Hodkovičky.